# Paragomphus lineatus
Paragomphus lineatus е вид водно конче от семейство Gomphidae. Видът не е застрашен от изчезване.

## Разпространение
Разпространен е в Афганистан, Индия, Иран, Непал, Пакистан, Сирия и Турция.